# Timo Soini
Timo Juhani Soini (Rauma, 30 maggio 1962) è un politico finlandese, cofondatore ed ex leader del partito dei Veri Finlandesi, è stato europarlamentare dal 2009 al 2011, vice primo ministro finlandese dal 2015 al 2017 e ministro degli affari esteri dal 2015 al 2019.

## Biografia
Soini è nato a Rauma, da dove si è poi trasferito a Espoo con i suoi genitori quando aveva due anni. Si è diplomato alla Kaita High School nel 1981 e ha conseguito una laurea in Scienze Sociali presso l'Università di Helsinki nel 1988.Dal 1981 al 1982 ha lavorato nell'azienda alimentare Linkosuo Oy e dal 1983 al 1992 ha ricoperto la carica di segretario generale e di presidente del Kehittyvän Suomen Nuorten Liitto (Lega giovanile della Finlandia in sviluppo). Nel 1988 si è laureato alla facoltà di scienze sociali dell'Università di Helsinki e dal servizio militare si è congedato con il grado di caporale.
Noto come populista euroscettico, nel 2000 è stato eletto nel comune di Espoo e nel 2003 deputato al parlamento finlandese. Alle elezioni europee del 2009 ha conquistato un seggio come il politico finlandese più votato (quasi il 10% dei voti) divenendo così il primo rappresentante dei Veri Finlandesi al Parlamento europeo.
Per sua stessa ammissione è diventato un fervente cristiano cattolico di rito romano dopo vari periodi di soggiorno in Irlanda. Soini ha anche pubblicamente dichiarato di essere un amico dello Stato di Israele.
Soini non ha preso parte alle elezioni parlamentari del 2019 e ha annunciato subito dopo le elezioni che si stava lasciando alle spalle la politica.  

## Vita privata
Soini vive a Iivisniemi, Espoo, dal 1968. Ha sposato Tiina Lajunen, un medico, nel 1996.La coppia ha un figlio Toivo (nato nel 1997) e una figlia Silja (nata nel 1999).